# Vishvanath Singh
Vishvanath Singh (Chhatarpur, 29 agosto 1866 – Chhatarpur, 4 aprile 1932) è stato un principe indiano.
Fu Raja dal 1867 al 1895 e Maharaja di Chhatarpur dal 1895 al 1932.

## Biografia
Figlio del raja Jaghat Singh di Chhatarpur, Vishwanath Singh succedette a suo padre come raja il 4 novembre 1867 quando aveva un anno. Da allora governò sotto la supervisione del governo britannico in India sino ai 21 anni, quando venne investito dei pieni poteri. In quel periodo l'agente politico dell'agenzia dell'India centrale, Lepel Griffin, lo definì: "singolarmente debole... Non posso credere che sarà un regnante indipendente o energico."
Era anche nota alle autorità britanniche l'omosessualità del raja. Per quanto gli inglesi fossero generalmente contrari a quella attitudine, lo stato di Chhatarpur era uno degli stati principeschi indiani rimasti leali al governo imperiale durante i moti indiani del 1857 nonché vi risiedeva il quartier generale dell'agenzia del Bundelkhand ed era sede di una guarnigione militare a Nowgong. Pertanto le autorità britanniche preferirono mantenere lo status quo anziché intervenire apertamente nella direzione dello stato. E in quell'ottica il Singh ottenne il titolo di maharaja il 25 maggio 1895, resogli ereditario nel giugno del 1919. Nel 1921, gli vennero conferiti anche i poteri di amministrare la giustizia criminale in maniera indipendente, e ottenne le insegne di cavaliere commendatore dell'Ordine della Stella d'India nel 1928.
Lo scrittore E. M. Forster, anch'egli omosessuale, si recò in visita a Chhatarpur nel 1912–1913 ed incontrò il maharaja, registrando nel suo diario la passione di questi per la "filosofia, l'amicizia e i bei ragazzi." Su raccomandazione di Forster, Vishwanath Singh nominò lo scrittore J. R. Ackerley quale suo segretario privato nel 1923. Ackerley, che mantenne quell'incarico per soli cinque mesi, dal dicembre del 1923 al maggio 1924, e scrisse poi un libro di memorie sulla sua esperienza a Chhokrapur dal titolo Hindoo Holiday; il libro venne pubblicato solo dopo la morte del maharaja nel 1932 per evitare scandali. Inoltre il maharaja veniva ritenuto impotente a causa di una malattia venerea; ma dopo la morte, nel 1921, della prima moglie dalla quale non aveva avuto figli, si risposò con una seconda moglie dalla quale ebbe un figlio su cui vi furono dubbi sulla paternità.
Il maharaja morì il 4 aprile 1932, all'età di 65 anni, dopo 64 anni di regno.